# District historique de Swiftcurrent Ranger Station
Ne doit pas être confondu avec District historique de Swiftcurrent Auto Camp.
Le district historique de Swiftcurrent Ranger Station – ou Swiftcurrent Ranger Station Historic District en anglais – est un district historique dans le comté de Flathead, dans le Montana, aux États-Unis. Protégé au sein du parc national de Glacier, il est inscrit au Registre national des lieux historiques depuis le 19 décembre 1986.